# Edith Cowan
Edith Dircksey Cowan OBE (nascuda Edith Dircksey Brown; Geraldton, 2 d'agost de 1861 - Perth, 9 de juny de 1932) va ser una reformadora social australiana que va treballar pels drets i el benestar de dones i nens. És més coneguda com la primera dona australiana que ha estat membre del Parlament d'Austràlia. Cowan ha aparegut al revers del bitllet de 50 dòlars australians del 1995.
Cowan va néixer en una station (granja gran) d'ovelles a prop de Geraldton, Austràlia Occidental. Era neta de dos primers colons de la colònia, Thomas Brown i John Wittenoom. La mare de Cowan va morir quan tenia set anys, i posteriorment va ser enviada a un internat a Perth. Als 14 anys, el seu pare, Kenneth Brown, va ser executat per l'assassinat de la seva madrastra, que la va convertir en òrfena. Posteriorment va viure amb la seva àvia a Guildford (Austràlia Occidental) fins al seu matrimoni als 18 anys. Ella i el seu marit tindrien quatre fills junts, dividint el seu temps entre les cases de West Perth i Cottesloe.
El 1894, Cowan va ser una de les fundadores del Karrakatta Club, el primer club social de dones a Austràlia. Es va convertir en prominent en el moviment de sufragi femení, que va permetre a les dones a Austràlia Occidental el dret de votar el 1899. Cowan va ser també una de les principals defensores de l'educació pública i els drets dels nens (sobretot els nascuts de mares solteres). Va ser una de les primeres dones a formar part d'una junta d'educació local, i el 1906 va ajudar a fundar la Children's Protection Society (Societat de Protecció Infantil), la pressió del qual va suposar la creació de la Children's Court (Cort dels nens) l'any següent. Cowan va ser cofundadora del Women's Service Guild (Gremi de dones del servei) el 1909, i el 1911 va ajudar a establir una sucursal estatal del National Council of Women (NWA, Consell Nacional de Dones).
Cowan va ser una figura clau en la creació del King Edward Memorial Hospital for Women (KEMH, Hospital Memorial Rei Eduard per a Dones) i es va convertir en membre del seu consell assessor quan es va inaugurar el 1916. Va ser nomenada magistrada el 1915 i jutgessa de pau el 1920. El 1921, Cowan va ser elegida membre del Legislative Assembly of Western Australia (Assemblea Legislativa d'Austràlia Occidental) com a membre del Partit Nacionalista, convertint-se en la primera dona parlamentària d'Austràlia. Va ser derrotada després d'un sol terme, però va mantenir un alt perfil durant el seu mandat i va aconseguir assegurar el pas de diversos private member's bills (projectes de llei de membre privat).

## Vida personal
Cowan va néixer el 2 d'agost de 1861 a Glengarry, una granja gran d'ovelles propera a Geraldton, Austràlia Occidental. Va ser la segona filla de Kenneth Brown (pastor i fill dels primers colons de la zona, Thomas i Eliza Brown), i de la seva primera esposa Mary Eliza Dircksey Wittenoom, professora i filla del capellà colonial, J. B. Wittenoom. La mare d'Edith va morir en un part el 1868, quan Edith només tenia 7 anys. Va anar a un internat de Perth dirigit per les Senyores Cowan, germanes del seu futur marit. La seva adolescència es va trencar el 1876 pel judici i condemna a mort del seu pare per l'assassinat, en aquell any, de la seva segona esposa. Aquestes experiències la van convertir en una persona solitària, compromesa, tanmateix, amb les reformes socials que milloraven la dignitat i la responsabilitat de les dones i que asseguraven una cura adequada per a les mares i els nens.
Després de la mort del seu pare, va deixar l'internat i es va traslladar a Guildford per viure amb la seva àvia. Allà va assistir a l'escola de Canon Sweeting, un exdirector del Bishop Hale's School, que havia ensenyat a diversos homes destacats com John Forrest i Septimus Burt. Segons el seu biògraf, Sweeting va deixar a Brown «una convicció de per vida del valor de l'educació i un interès pels llibres i la lectura».
Als 18 anys, el 12 de novembre de 1879, Edith es va casar amb James Cowan, registrador i mestre de la Cort Suprema. Van viure a Malcolm Street, West Perth durant la major part de les seves vides, però també són coneguts per tenir una de les primeres cases a Cottesloe, on van viure de 1896 a 1912.
Edith es va casar a la catedral de St George, Perth. Va ser una de les primeres dones elegides al sínode anglicà el 1916.
Cowan va morir el 9 de juny de 1932, a l'edat de 70 anys. El seu servei funerari va ser a la catedral on es va casar i va ser enterrada al cementiri de Karrakatta.

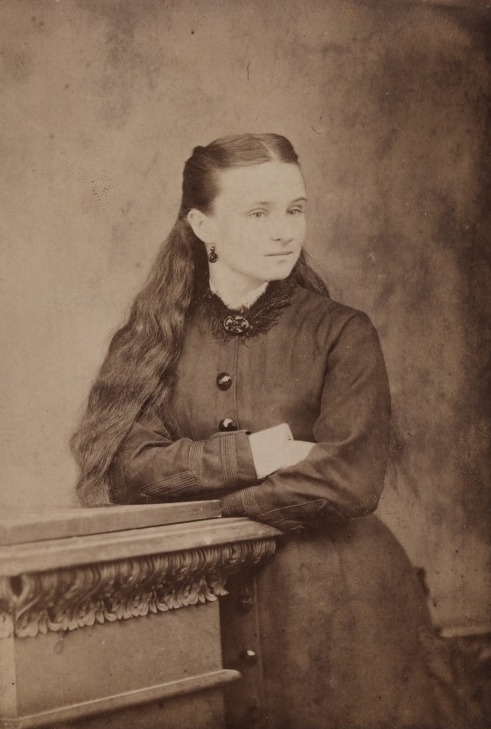
Edith Cowan de jove, c. 1876
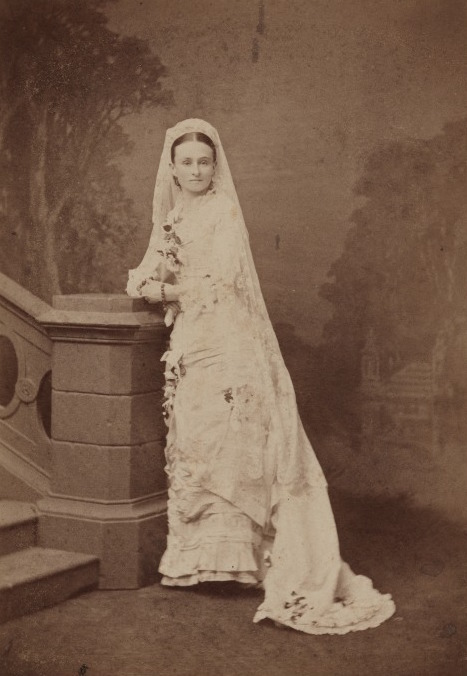
Edith Cowan amb el seu vestit de noces, 1879
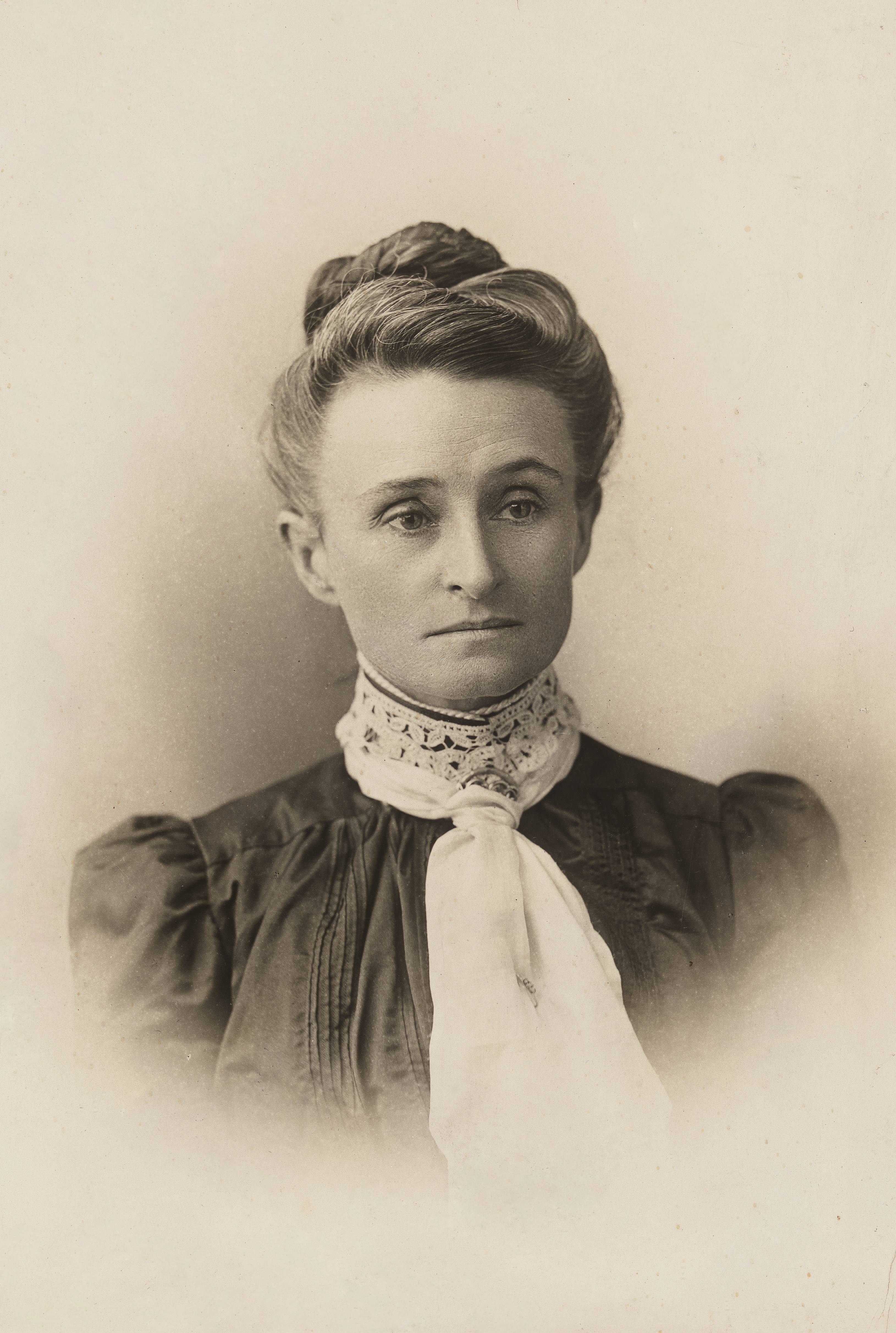
Edith Cowan, 1900
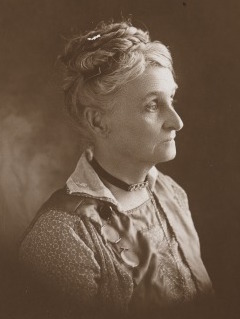
Edith Cowan quan va ser elegida parlamentària, 1921

## Treball comunitari
Es va involucrar en qüestions socials i injustícies en el sistema legal, especialment pel que fa a dones i nens. El 1894, va ajudar a fundar el Karrakatta Club, un grup en què les dones «s'educaven per al tipus de vida que creien que haurien de ser capaces». Amb el temps, es va convertir en la seva presidenta, membre vitalícia i patrona del club. El club Karrakatta es va involucrar en la campanya pel sufragi femení, guanyant amb èxit el vot per a les dones el 1899.

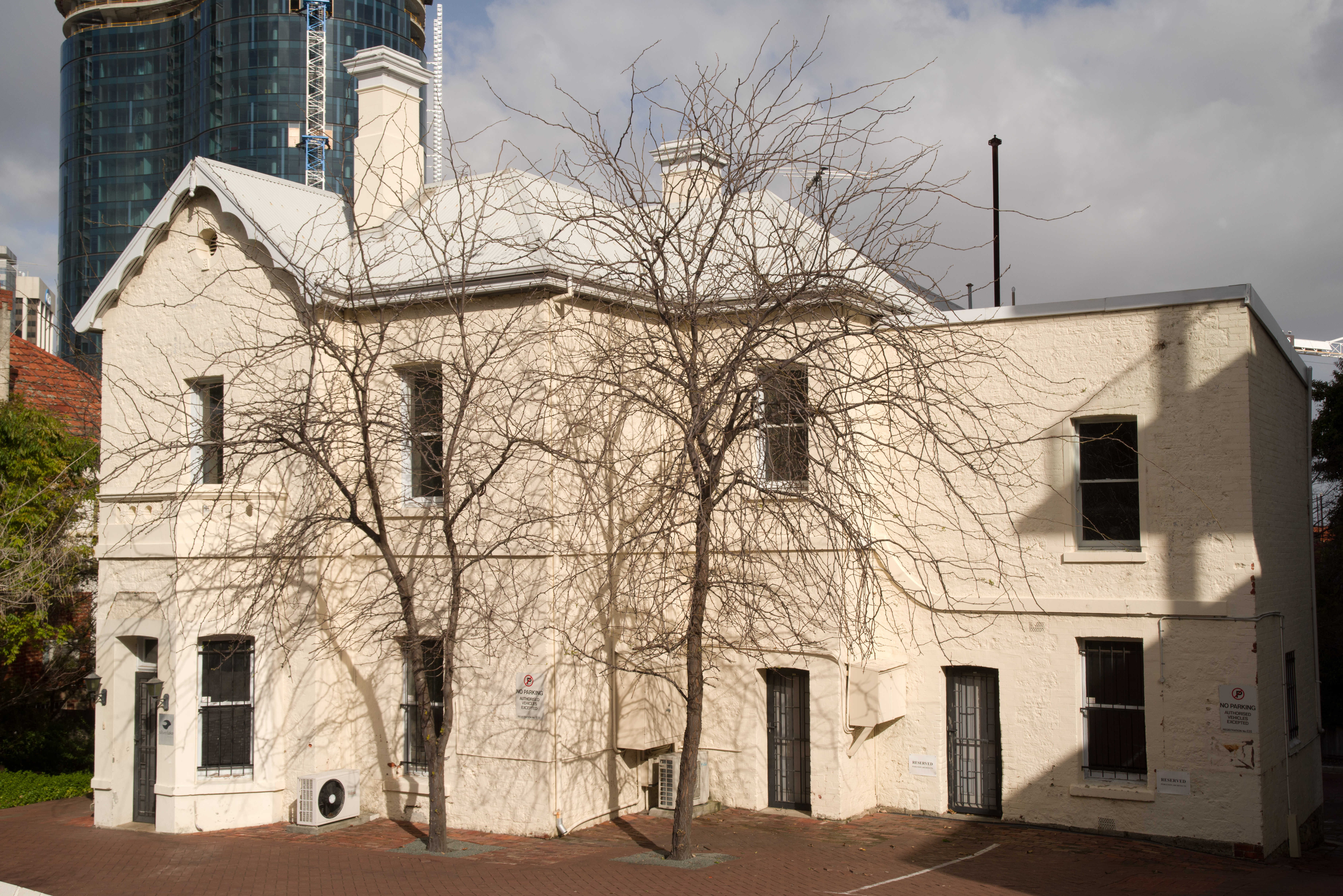
La residència dels Cowan de 1883 a 1896 i, posteriorment, de 1912 a 1919, es va afegir al registre estatal de les propietats patrimonials el 2016

Després del canvi de segle, va girar la mirada cap als problemes de benestar. Es va preocupar especialment per la salut de les dones i el benestar dels grups desfavorits, com ara els nens desfavorits i les prostitutes. Es va convertir en una organització extraordinàriament activa en organitzacions de dones i organitzacions socials en nombrosos comitès. L'edifici de l'Hospital Memorial Rei Eduard per a Dones de Perth de 1916 va ser en gran part el resultat dels seus esforços. Va ajudar a formar el Gremi de dones del servei el 1909 i va ser cofundadora del Consell Nacional de Dones d'Austràlia Occidental, que va exercir com a presidenta entre 1913 i 1921, i vicepresidenta fins a la seva mort. Cowan va ser també delegada d'Austràlia Occidental a l'assemblea nacional durant dinou anys.
El 1916, es va convertir en francmaçona, admesa a la federació australiana de Le Droit Humain.
Creia que els nens no haurien de ser jutjats com a adults i, per tant, van fundar la Societat de Protecció Infantil. La societat va tenir un paper important en la posterior introducció de tribunals infantils. El 1915 va ser nomenada a la banqueta del nou tribunal i va continuar en aquesta posició durant divuit anys. El 1920, es va convertir en una de les primeres dones jutgesses de pau. El seu renebot, David Malcolm, va seguir els seus passos, convertint-se en el Jutge en cap de la Cort Suprema d'Austràlia Occidental el 1988.
Durant la Primera Guerra Mundial, va recollir menjar i roba per als soldats que lluitaven al front i va coordinar els esforços per cuidar els soldats retornats. Es va convertir en presidenta de la Comissió d'Apel·lació de la Creu Roja i va ser recompensada quan, el 1920, va ser nomenada Oficial de l'Ordre de l'Imperi Britànic (OBE).
En els seus últims anys, va ser delegada australiana a la Conferència Internacional de Dones de 1925 celebrada als Estats Units. Va ajudar a fundar la Royal Western Australian Historical Society (RWAHS) el 1926 i va ajudar a planificar les celebracions del centenari de 1929 a Austràlia Occidental. Tot i que va romandre implicada en qüestions socials, la malaltia la va obligar a retirar-se una mica de la vida pública en anys posteriors.

### Càrrecs comunitaris
A més de ser diputada al Parlament, Cowan va ocupar càrrecs en nombrosos consells d'Austràlia Occidental; el 1929, durant el Centenari d'Austràlia Occidental, es va publicar una llista d'aquests:
- Perth Hospital Board
- King Edward Maternity Hospital Advisory Board
- Chairman of the Perth Hospital Red Cross Auxiliary
- President of the Military Nurses Home committee
- President of Pageantry and sights committee - WA Historical Society
- Vice President of WA League of Nations Union
- Red Cross division committee
- Children's Protection Society
- Town Planning Association
- Housewives Association
- Infant Health Association
- WA Historical Society
- National Party Executive
- Governor of St Mary's Church School
- General and Provisional Synods of the Church of England
- Bush Nursing Association
- Centenary Committee
- Women's Immigration Auxiliary
- Girl Guides Council
- Karrakatta Club
- Western Australia National Council of Women

## Política
El 1921, Austràlia Occidental va aprovar una legislació que permetia que les dones poguessin ser parlamentàries. Als 59 anys, va ser candidata nacionalista a la seu de l'Assemblea Legislativa pel districte de West Perth, perquè sentia que els problemes socials i domèstics no eren prou atesos. Va guanyar una sorprenent victòria derrotant el procurador general, Thomas Draper, que havia introduït la legislació que li va permetre presentar-se. Cowan va ser la primera dona a ser elegida per un parlament australià. Va defensar els drets de les dones al parlament i va impulsar la legislació que permetia que les dones participessin en la professió jurídica. Va aconseguir que les mares estiguessin en la mateixa posició dels pares quan els seus fills morien sense haver-se testat, i va ser una de les primeres a promoure l'educació sexual a les escoles. No obstant això, va perdre el seu escó a les eleccions de 1924 i no va poder recuperar-lo fins al 1927.

## Llegat

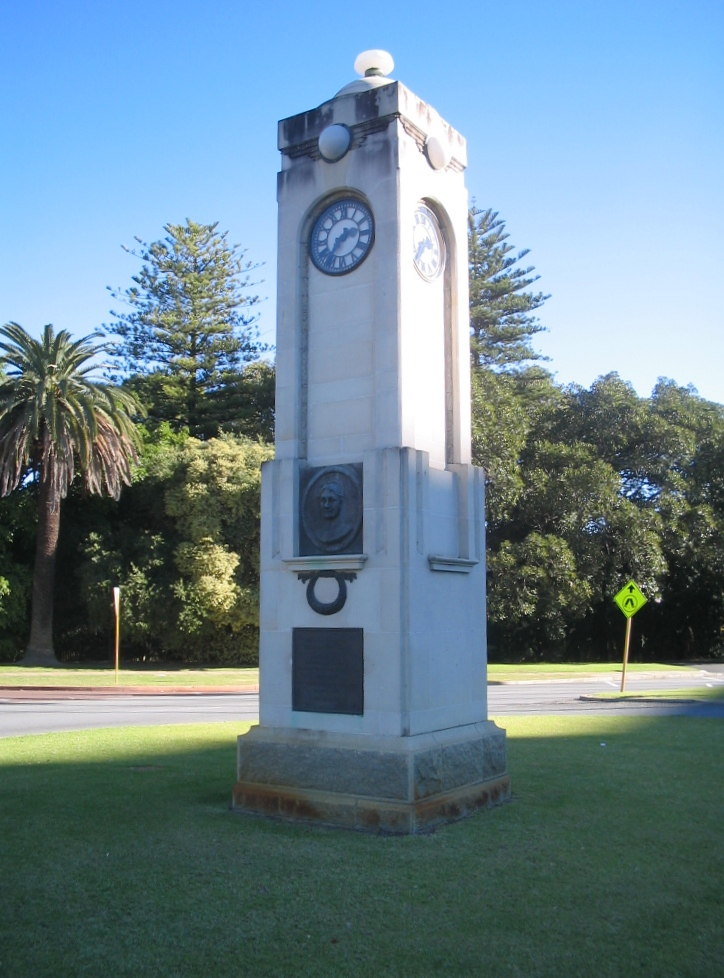
El Memorial Edith Dircksey Cowan, conegut anteriorment com «el rellotge commemoratiu Edith Cowan»

Dos anys després de la seva mort, el Rellotge commemoratiu Edith Cowan va ser presentat a l'entrada del parc Kings de Perth. Es creu que és el primer monument cívic d'una dona australiana i es va construir davant l'oposició persistent que s'ha caracteritzat com a «representant un biaix de gènere que operava en aquell moment».
La seva efígie va aparèixer en un segell postal australià el 1975, com a part d'una sèrie de «Dones Australianes» de sis parts. Durant les celebracions del WAY 79 (150è aniversari de la colonització d'Austràlia Occidental), es va posar una placa a St Georges Terrace en el seu honor.
El 1984, la circumscripció federal de Cowan va ser creada i nomenada en honor seu, i el gener de 1991 el Col·legi d'Aprenentatge Avançat d'Austràlia Occidental va canviar el nom a Universitat d'Edith Cowan (ECU).
La seva efígie apareix al bitllet de 50 dòlars australians, un bitllet de polímer que es va publicar per primera vegada a l'octubre de 1995. El 2019, el llançament del darrer bitllet de 50 dòlars va causar sensació quan es va descobrir que la paraula «responsability» (responsabilitat) en el discurs d'Edith Cowan estava escrita incorrectament (faltava la última «i», responsibilty). També va ser commemorada en el anomenament de la Universitat Edith Cowan, de la circumscripció federal de Cowan i del Memorial Edith Dircksey Cowan al parc Kings. El 1996 es va col·locar una placa honorífica a la catedral de St. Georges. Hi ha referències a ella en el Memorial del Centenari del Sufragi Femení a Austràlia Occidental, al parc Kings, i en un tapís que va ser penjat al King Edward Memorial Hospital el 2000 per honrar les dones involucrades a l'hospital.
El 1991, la universitat Edith Cowan va comprar la casa on Edith Cowan, el seu marit i la seva família havien residit al carrer Malcolm 71. Van residir a la casa des de 1919 durant aproximadament 20 anys. La casa va ser reconstruïda al campus Joondalup de la universitat amb l'assistència de la West Coast Institute of Training. La casa reconstruïda es va inaugurar el 1997 i es troba al Building 20 del campus de Joondalup de la universitat i actualment acull el Centre d'Escriptors Peter Cowan.
El 2001, es va afegir Edith Cowan Llibre d'honor de dones de Victòria.